# Col de l'Épine (Saboya)
El col de l'Épine es un puerto de montaña situado a 987 m de altitud y que atraviesa la cadena del Épine en los montes del Jura. Se encuentra en el departamento de Saboya y conecta Nances y Novalaise, en el avant-pays saboyano, con Chambéry. El col se alcanza y se cruza por la carretera departamental 916. Desde la apertura del túnel de la autopista de Épine, es uno de los puertos de menor altitud que se cierra en invierno.

## Toponimia
El col de l'Épine toma su nombre de la cadena que cruza a lo largo de un eje este-oeste. Se han propuesto varias explicaciones para encontrar el origen del nombre de esta cadena.
La primera es la historia legendaria de que el señor Guillaume de Montbel participó en la Cruzada (1248-1250) al lado de San Luis y que obtuvo del rey de Palestina una espina de la Santa Corona de Cristo, que llevó a sus tierras. Colocada en la capilla del castillo, el nombre pasó al castillo, situado en Nances. Sin embargo, Adolphe Gros señala que el nombre de l'Épine es el de una familia ya mencionada en siglos anteriores.
Propone una segunda explicación más "sencilla": la palabra "Épine", derivada del latín spina, designa "un lugar donde hay espinas".
Una tercera explicación se presenta en un folleto sobre el avant-pays de Saboya, publicado por el Consejo General de Saboya, que ve en el topónimo un vínculo con el dios celta Pen que, además del término "Épine", habría dado el nombre de "Lépin" al municipio de Lépin-le-Lac, al pie occidental de la cadena.

## Geografía

### Situación

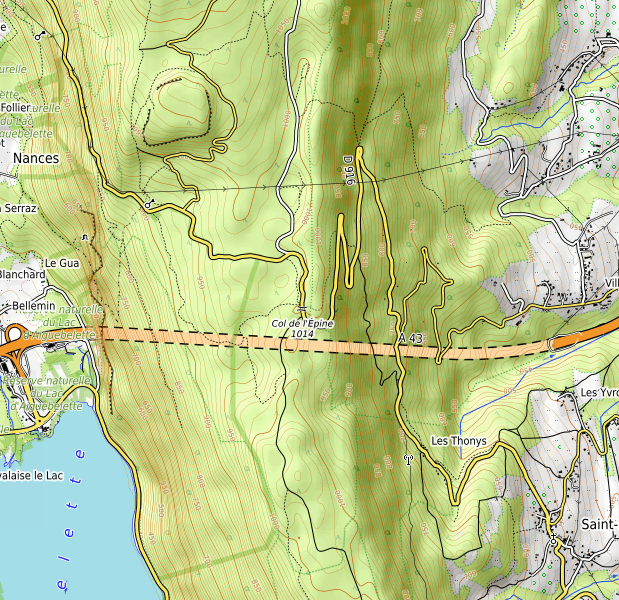
Mapa topográfico del col.

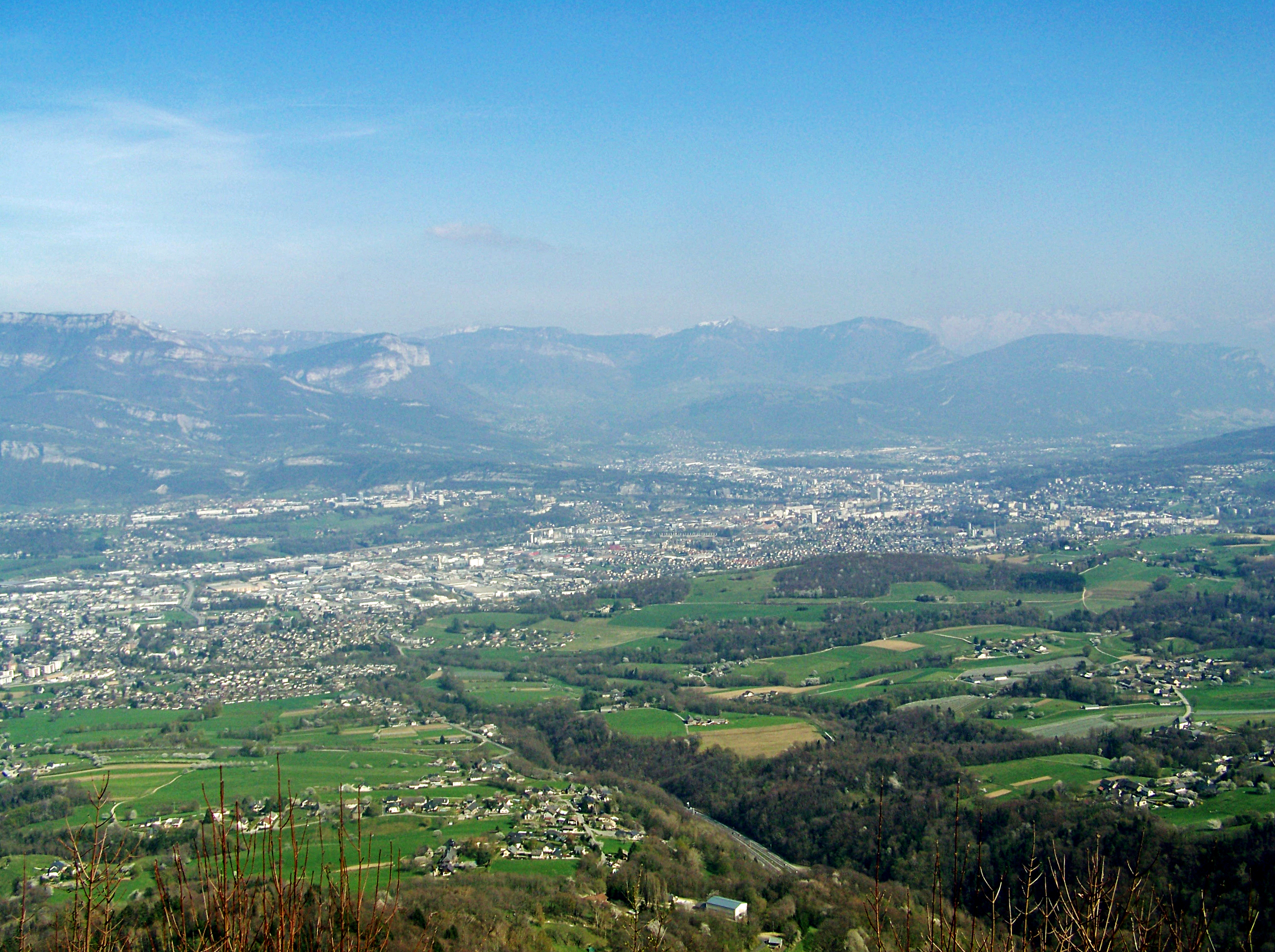
La ciudad y el núcleo de Chambéry vistos desde la D 916 al llegar cerca del col.

El Col de l'Épine se encuentra en el municipio de La Motte-Servolex. Domina el valle del lago Aiguebelette, situado al oeste, a más de 600 m y la cuenca de Chambéry, situada al este, a más de 700 m. El col se encuentra al norte de la cadena de l'Epine y está dominado por la cumbre de Belledigue, que se eleva a 1.115 m y se encuentra a 1,5 km al noroeste del col.

### Geología
El col de l'Épine está excavado en la caliza de Portland (Jurásico Superior). Está dominado por colinas formadas por materiales traídos por el glaciar de Isère que atravesó el col durante la glaciación de Würm para alimentar el lóbulo de Lyon; entre estos materiales se descubrió un bloque errático de 3 m3 formado por un conglomerado permo-carbonífero probablemente procedente de la Maurienne o del Val d'Arly. En el flanco occidental de la montaña, aparece en el afloramiento una falla probablemente extensa anterior al plegamiento que circunvala el paso desde el norte.

## Historia
En la Antigüedad, la cadena de l'Épine se desarrolló considerablemente con las calzadas romanas que unían varios lugares pasando por diferentes cols. Así, el "Chemin de col de l'Épine" fue utilizado por los romanos para unir Chambéry directamente con Novalaise. Las principales rutas comerciales romanas eran el col Saint-Michel y el col du Chat (situado en el mont du Chat, en la prolongación norte de la cadena), sobre todo por su menor altitud (638 m para el col du Chat). Así, el col de l'Épine parece haber sido sólo un camino de interés local, aunque se considera que fue asiduamente frecuentado durante la época romana.
Durante la Edad Media, la principal ruta comercial se estableció gradualmente como la del col Saint-Michel. A partir del siglo XV, diversos relatos de viajes siguen mencionando los pasos hacia Italia por el col Saint-Michel y el col du Chat, aunque es común la opinión de que la "carretera del Aiguebelette" (por el col Saint-Michel) estaba en mal estado. Sin embargo, cuando el duque Carlos-Emmanuel II de Saboya decidió excavar la carretera de Les Echelles a la altura de las cuevas de Echelles en 1652, esta ruta, mucho más sencilla y rápida, marcó el fin progresivo del paso por el col Saint-Michel y los demás, ya menos frecuentados, como el col de l'Épine o el col du Crucifix, y se convirtieron en "rutas secundarias".
El informe de Jean-Joseph de Verneilh-Puyraseau, entonces prefecto del departamento de Mont-Blanc, en 1802 juzgaba el camino a Aiguebelette tan degradado que a menudo era peligroso. Con respecto más específicamente al ccol de l'Épine, este último también dirá "Al ver tal camino, uno pensaría que es imposible cruzarlo a caballo ; sin embargo, es la única comunicación del cantón de Novalaise con el mercado de Chambéry, donde los cereales de esta región se venden regularmente cada semana. »
A finales de enero de 1814, el col de l'Épine fue utilizado por los ejércitos austriacos cuando el Imperio Napoleónico, debilitado tras la retirada de Rusia, fue atacado por las tropas aliadas. Numerosos escritos mencionan la travesía del monte de l'Épine por unos 500 hombres que tomaron el "col de la Novalaise", una hazaña si se juzga por el estado del camino (descrito unos años antes por De Verneilh-Puyraseau) y la gran dureza de ese mes de enero de 1814. El objetivo habría sido eludir las tropas francesas estacionadas en el cercano col de Crucifix, entre otros lugares, y luego tomar el control de la estación telegráfica de Chappe en la cima del col.
Tras la anexión definitiva de Saboya a Francia en 1860, se creó un "servicio vicinal" para establecer una serie de "chemins vicinaux" que respondieran a las necesidades de comunicación locales y regionales. Se enumeraron las carreteras de interés común o de comunicación de tamaño medio, entre ellas la carretera de Chambéry a Novalaise, cuyo trazado actual da servicio al col de l'Épine.

## Ciclismo

### Tour de Francia

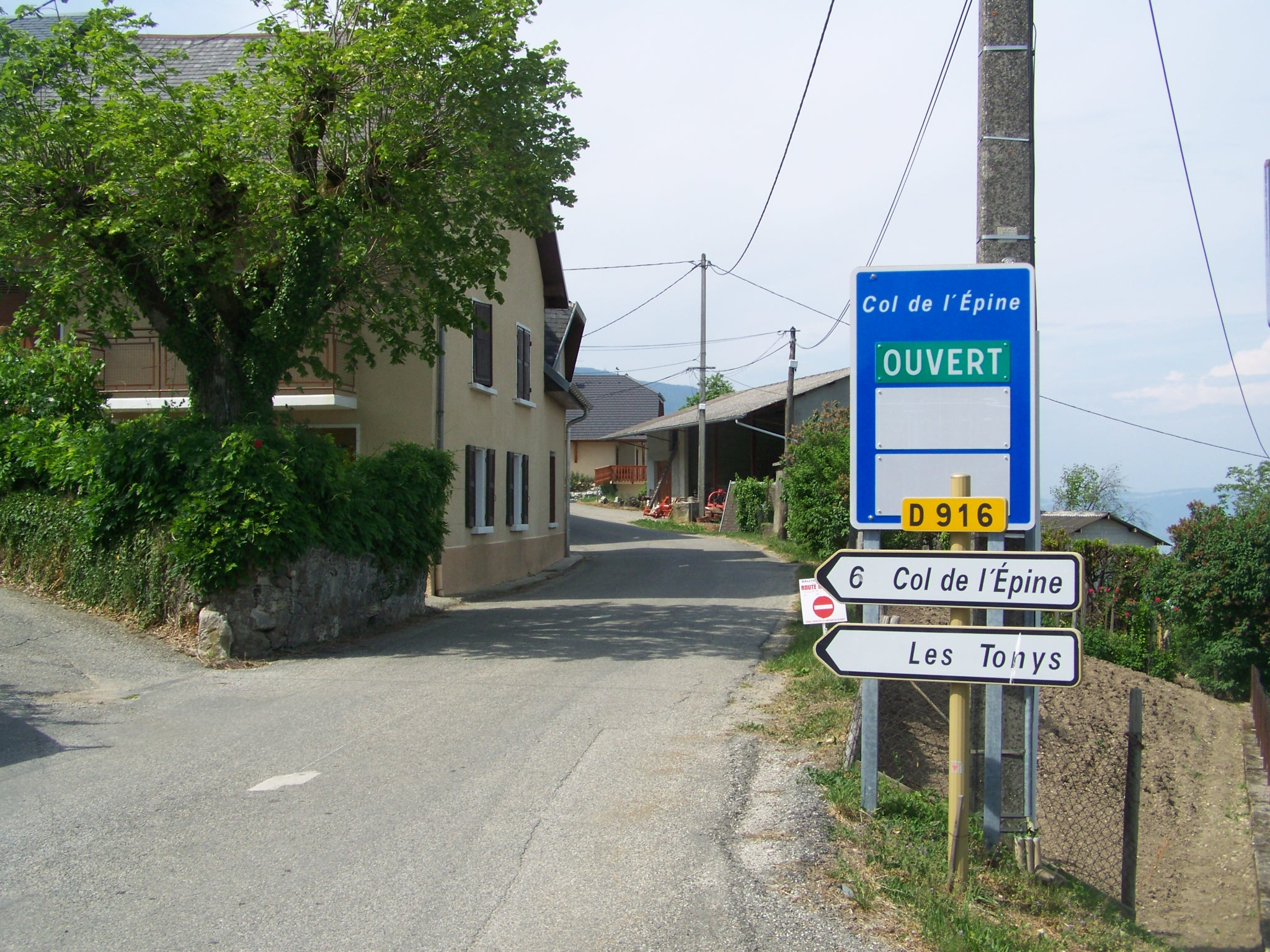
Indicación de la apertura del col en Saint-Sulpice (lado deChambéry).

El Tour de Francia pasó tres veces por el puerto en 1947, 1965 y 1968, cuando fue clasificado como de segunda categoría. Estos son los corredores que fueron los primeros en cruzar el puerto:
- 1947 : Apo Lazarides (Francia );
- 1965 : Gianni Motta ( Italia);
- 1968 : Aurelio González Puente ( España).

### Critérium du Dauphiné
Este puerto se subió en la etapa 7ª del critérium del Dauphiné 2019, constituyendo la primera dificultad y clasificado en la primera categoría. Lo mismo está previsto para la etapa 7ª del critérium del Dauphiné 2020.

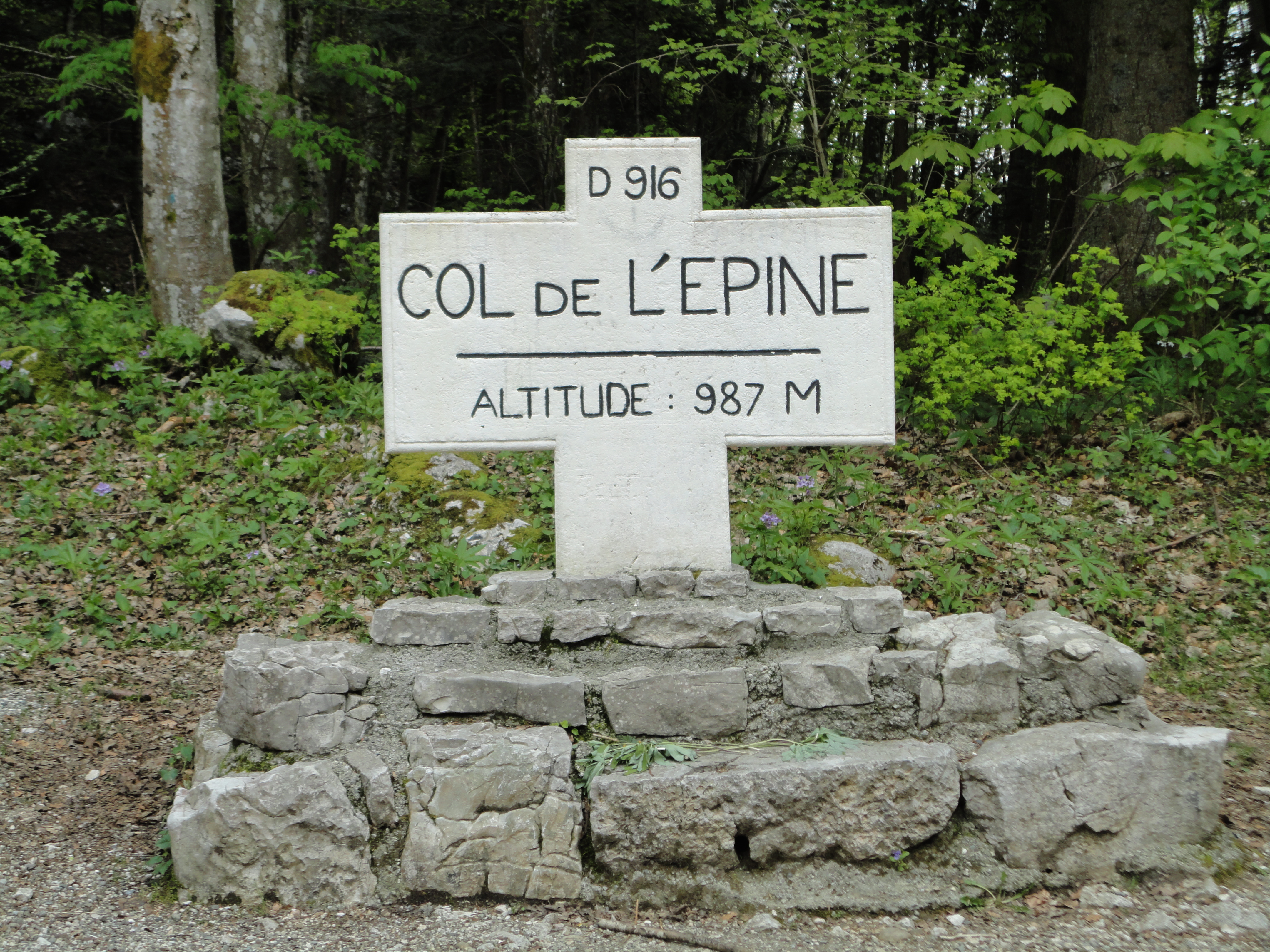
Cartel en el col de l'Épine.